# Lac Helen (comté de Shasta)
Pour les articles homonymes, voir Lac Helen.
Le lac Helen (en anglais : Lake Helen) est un lac américain dans le comté de Shasta, en Californie. Il est situé à 2 490 mètres d'altitude au sein du parc national volcanique de Lassen.